# 色树坟站
色树坟站，位于北京市门头沟区王平鎮色树坟村境内，是五等站。目前该车站已不办理客运业务。

## 简介
色树坟站是京门铁路区段中间的作业站。色树坟村因原来有座王家坟，坟地里长了一棵色树而得名。

## 历史
王平镇过去是京西古镇，并且产煤，一度十分繁华，京平铁路在此站岔出厂线专门运煤。抗日战争时期，曾有日军警备队驻扎在此火车站。

## 图集

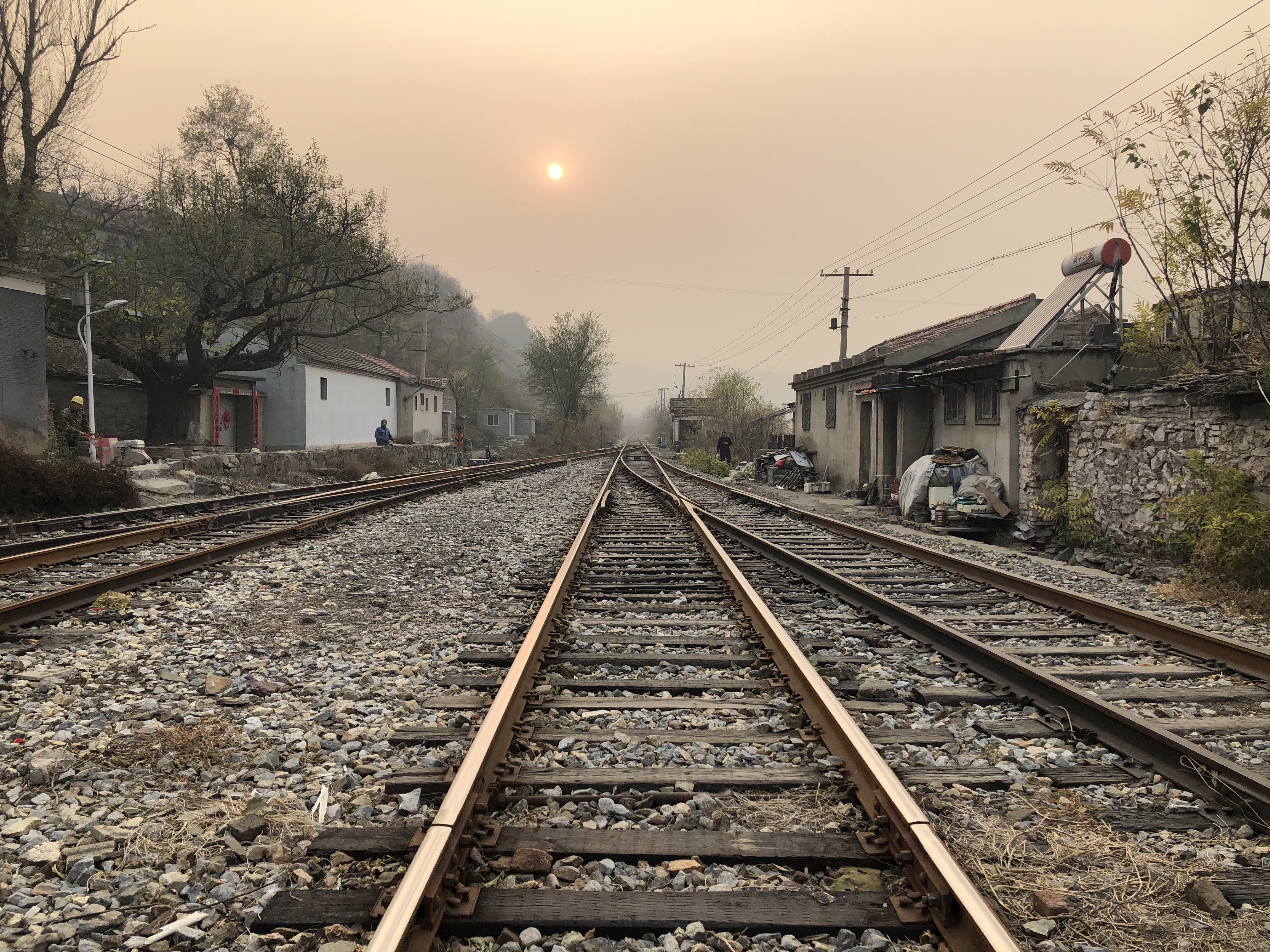
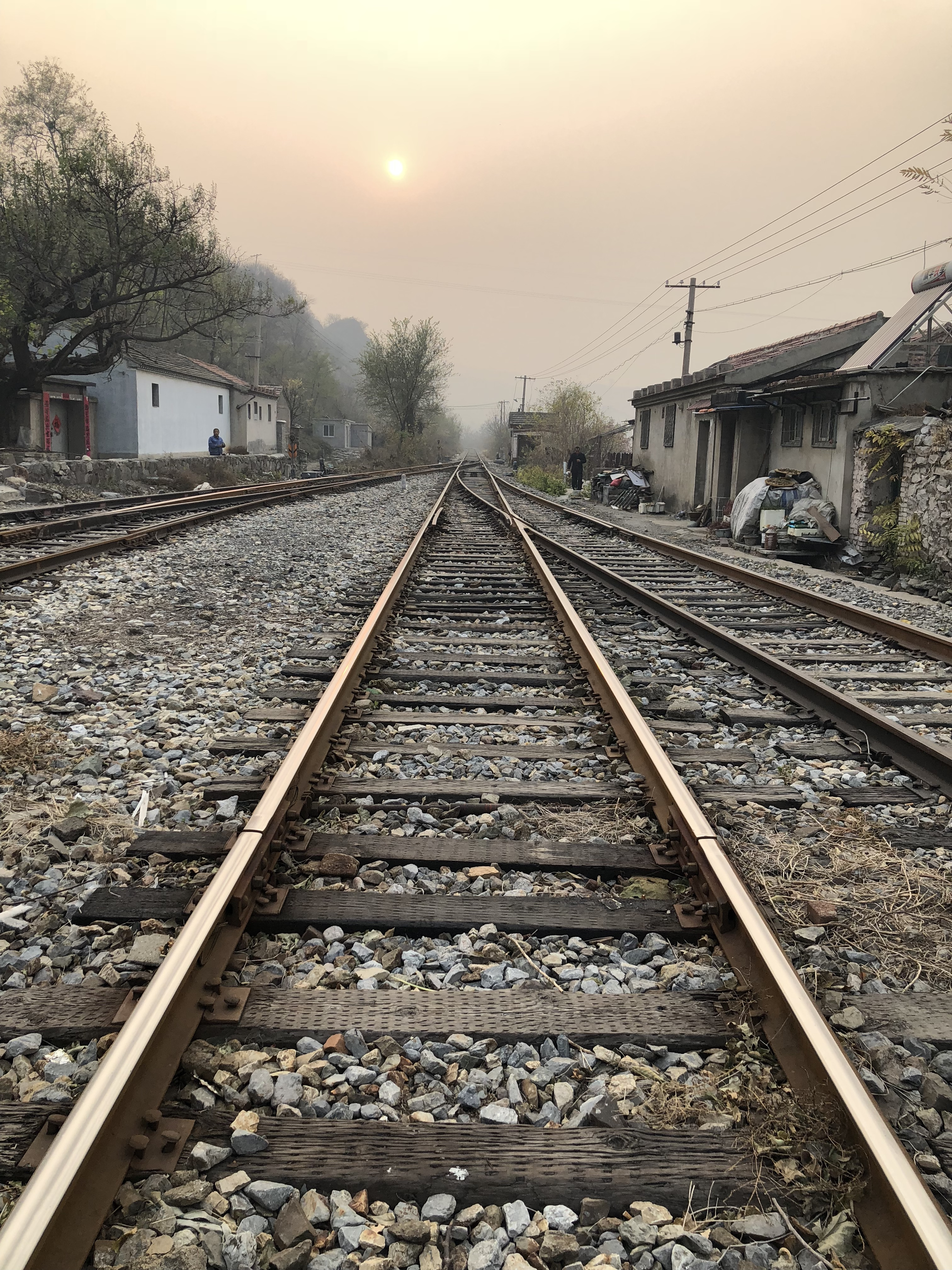
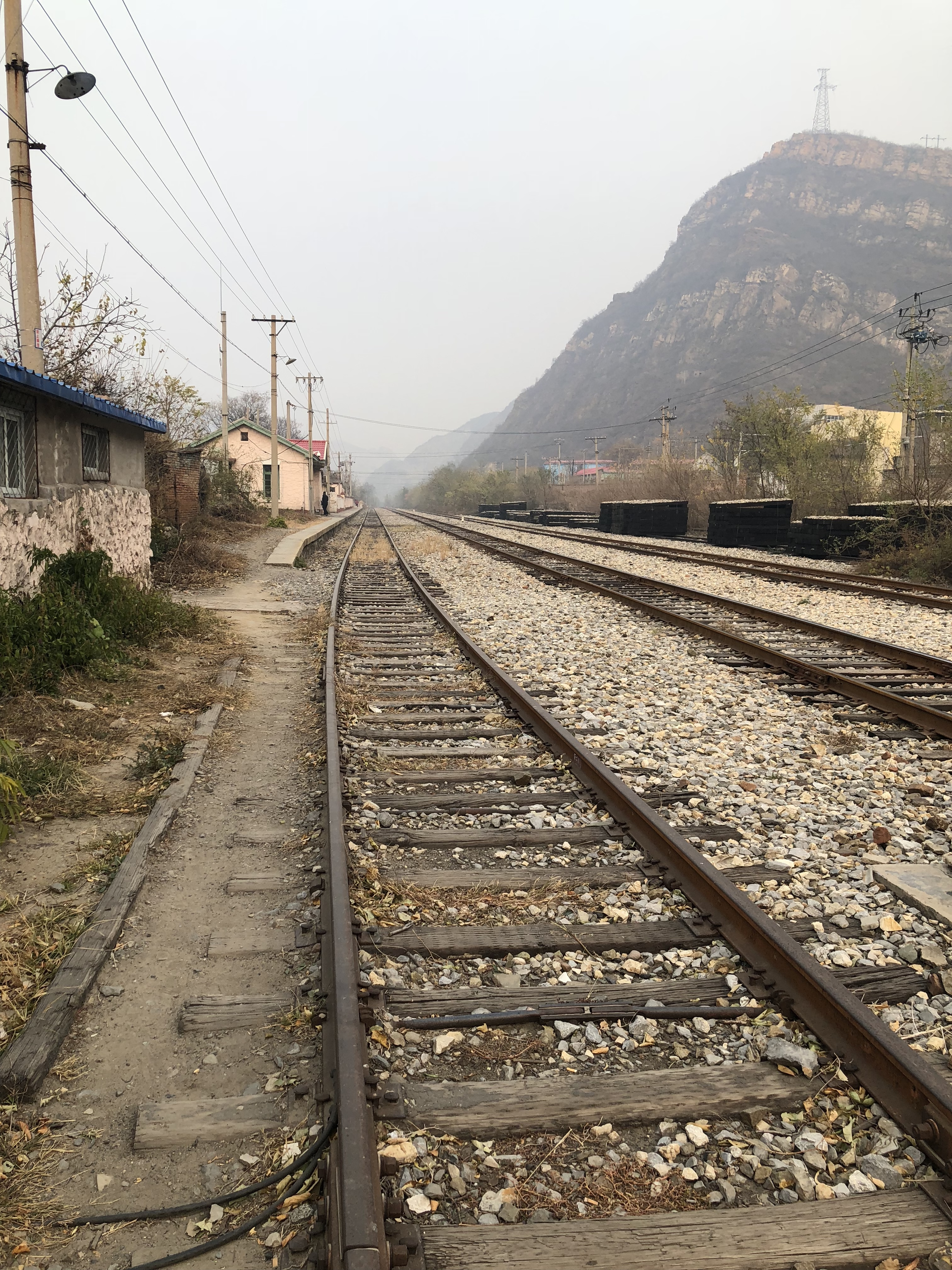